# Очима Заходу (фільм)
«Очима Заходу» (фр. Sous les yeux d'Occident, інша назва — «Разумов» (фр. Razumov)) — французький фільм-драма 1936 року, поставлений режисером Марком Аллегре за однойменним романом Джозефа Конрада 1911 року (англ. Under Western Eyes).

## Сюжет
У царській Росії старанний студент Разумов (П'єр Френе) вимушений прихистити у себе колишнього однокурсника Гальдіна, нині — терориста, що убив голову Верховної ради. Міністр поліції маніпулює Разумовим, і той погоджується розставити пастки Гальдіну; останнього ловлять і страчують. Стараннями міністра поліції Разумова вважають героєм в гуртку революційних студентів, до якого належав Гальдін. Так Разумов перетворюється на інформатора і його відправляють до Женеви.
Не маючи більше сил виносити таке становище, Разумов намагається застрілитися, але невдало. Його виходжує рідна сестра Гальдіна. Щоб врятувати дівчину від арешту, він розповідає товаришам правду. Його відпускають, проте один революціонер, незгідний із загальним рішенням, йде за Разумовим і вбиває його. Помираючи, Разумов дякує своєму вбивцеві.

## У ролях
| П'єр Френе        | ···· | Разумов         |
| Мішель Симон      | ···· | Леспара         |
| Данієль Пароля    | ···· | Наталі          |
| Жак Копо          | ···· | Мікулін         |
| П'єр Ренуар       | ···· | поліцейський    |
| Жан-Луї Барро     | ···· | Альдін          |
| Габріель Габріо   | ···· | Микита          |
| Роже Карл         | ···· | батько Разумова |
| Раймон Сеґар      | ···· | Костя           |
| Жак Буську        | ···· | Григорій        |
| Володимир Соколов | ···· | ректор          |
| Ромен Буке        | ···· | господар        |